# Daniele Sette (fisico)
Daniele Sette (Bari, 29 ottobre 1918 – Roma, 2 novembre 2013) è stato un fisico italiano, professore emerito dell'Università "La Sapienza" di Roma.

## Biografia
Di famiglia benestante, figlio di un magistrato e fratello di Pietro, futuro presidente dell'ENI, dopo gli studi classici si trasferisce a Roma e si laurea, nel 1941, in Ingegneria Elettrotecnica discutendo una tesi sui sistemi elettrici con i professori Basilio Focaccia e Filippo Neri. All'Università lavora anche come assistente di Fisica Tecnica del Professor Ugo Bordoni.
Frequenta la scuola allievi ufficiali di Pavia e, nel 1943, diventa tenente del Genio Aeronautico. In questo periodo partecipa al progetto di un prototipo di radar per la Marina Italiana. Dopo la guerra entra a far parte dell'Istituto Nazionale di Elettroacustica Archiviato il 7 maggio 2017 in Internet Archive. del Consiglio Nazionale delle Ricerche (CNR) diretto da Amedeo Giacomini. Da questo momento inizia l'attività di ricercatore nel campo della fisica della materia condensata.
Nel 1951 ottiene un dottorato di ricerca in Fisica Acustica presso la Università Cattolica d'America di Washington (dove si era recato grazie ad una borsa di studio) e subito dopo è ivi nominato Associate Professor e Research Professor. Negli Stati Uniti Sette si occupa in particolare dei fenomeni di dispersione della velocità del
suono, di effetti di rilassamento e fa ricerche relative alla cavitazione.
Rientrato in Italia, in parallelo alle attività di ricerca con il CNR inizia, nel 1955, una collaborazione (che continuerà in seguito anche come consulente) con la Fondazione Ugo Bordoni del Ministero delle Poste e delle Telecomunicazioni. Qui costituisce un gruppo di ricerca che si occupa (primo in Italia) di semiconduttori e in seguito di magnetismo, ottica e fibre ottiche. In particolare, nel 1962, lavora al primo laser italiano e, nel 1963, è promotore, con Emilio Gatti e Giuliano Toraldo di Francia, del progetto "Impresa Maser Laser" del CNR, che porterà alla creazione dei primi centri della fisica laser in Italia.
Dal 1959 al 1961 è professore ordinario di Fisica all'Università di Messina. 
Nel 1961 è alla Facoltà di Ingegneria dell'Università di Roma e nel 1962 organizza l’Istituto di Fisica di detta Facoltà, poi Sezione di Fisica del Dipartimento di Energetica (nel 1982, da lui diretta fino al 1988).
È autore e coautore di libri di testo di Fisica generale per l'Università che hanno formato (e continuano a formare) più di una generazione di ingegneri.

## Incarichi
- Delegato del Ministero degli Affari Esteri per l'OCSE dal 1959 al 1995
- Membro della Commissione per l’Educazione in Fisica dell'UNESCO dal 1960 al 1972
- Membro e segretario della Commissione per l’Acustica dell'UNESCO dal 1966 al 1975
- Presidente del GNSM (Gruppo Nazionale Struttura della Materia, da lui fondato nel 1964) dal 1972 al 1979
- Vice Presidente dell'Unione Internazionale di Fisica Pura ed Applicata (IUPAP) dal 1978 al 1984
- Vice presidente del Comitato Fisica del CNR dal 1979 al 1981
- Presidente della Commissione Sviluppo dell'UNESCO dal 1984 al 1990
- Membro del Consiglio della Società Europea di Fisica dal 1988 al 1992

## Riconoscimenti
- Medaglia d’oro ai Benemeriti della Scuola, della Cultura e dell’Arte nel 1981
- Professore Emerito all'Università "La Sapienza" di Roma nel 1998

## Pubblicazioni principali
- "Ultrasonic Lenses of Plastic Materials", The Journal of the Acoustical Society of America 21, 375 (1949)
- "On the Ultrasonic Absorption in Binary Mixtures of Unassociated Liquids", The Journal of Chemical Physics Chem. Phys., 18, 1592-1594, (1950)
- "Temperature Dependence of the Ultrasonic Absorption in Carbon Disulfide", The Journal of the Acoustical Society of America 23, 629 (1951)
- "Measurements of Ultrasonic Absorption in Various Mixtures of Nitrobenzene", The Journal of the Acoustical Society of America 23, 142 (1951)
- "Elastic Relaxation and Structure of Liquids. I. Ultrasonic Absorption in Some Halogenated Methylenes, Ethanes, and Ethylenes", The Journal of Chemical Physics 19, 1337 (1951)
- "On the Elastic Relaxation in Carbon Disulfide: The Temperature Dependence of the Ultrasonic Absorption Coefficient", The Journal of Chemical Physics 19, 1342 (1951)
- con C.Hubbard e A. Busala, "Energy Transfer by Collisions in Cis‐ and Trans‐Dichloroethylene Vapors", The Journal of Chemical Physics 20, 1899 (1952)
- con C. Hubbard, "Note on Thermal Relaxation of CO2 in Presence of H2O and D2O Molecules", The Journal of the Acoustical Society of America 25, 994 (1953)
- con T.A. Litovitz "Dielectric and Ultrasonic Relaxation in Glycerol", The Journal of Chemical Physics 21, 17 (1953)
- con V. Griffing, "Luminescence Producted as a result of Intense Ultrasonic Wawes", The Journal of Chemical Physics 23, 503 (1955)
- con C. Hubbard e A. Busala, "Energy Transfer by Collisions in Vapors of Chlorinated Methanes", The Journal of Chemical Physics 23, 787 (1955)
- con M. Bertolotti e L. Muzii," Considerazioni sulla Costruzione e sul Funzionamento di un Laser a Rubino", Alta Frequenza, XXXI, 560 (1962)
- "Research on Cavitation Nuclei", The Journal of the Acoustical Society of America 40, 1238 (1966)
- con F. Wanderlingh, "Thermodynamic Theory of Bubble Nucleation Induced in Liquids by High‐Energy Particles", The Journal of the Acoustical Society of America 41, 1074 (1967)
- con L. Mistura, "Specific Heat near the Critical Point", The Journal of Chemical Physics 49, 1419 (1968)
- con G. D'Arrigo, "Ultrasonic Absorption and Velocity near the Critical Region of Nitrobenzene‐n‐Hexane Mixtures", The Journal of Chemical Physics 48, 691 (1968)
- con L. Mistura, "Nonlocal Hydrodynamic Equations and the Spectrum of Critical Opalescence", The Journal of Chemical Physics" 50, 1014 (1969)
- con L. Mistura, "Comments on Specific Heat Calculations near the Critical Point", The Journal of Chemical Physics 52, 3853 (1970)
- con R. Coacci, P. Marietti, D. Wanderlingh "On the acoustic study of nucleation by energetic particles in fluids", F. Vol 49, No 1, 246–252 (1971)